# Malbouzon
Malbouzon is een plaats en voormalige gemeente in het Franse departement Lozère (regio Occitanie) en telt 156 inwoners (2004). De plaats ligt op het plateau van de Aubrac en maakt deel uit van het arrondissement Mende.

## Geschiedenis
Malbouzon is op 1 januari 2017 gefuseerd met de gemeente Prinsuéjols tot de gemeente Prinsuéjols-Malbouzon. 

## Geografie
De oppervlakte van Malbouzon bedraagt 14,2 km², de bevolkingsdichtheid is 11,0 inwoners per km².
De onderstaande kaart toont de ligging van Malbouzon met de belangrijkste infrastructuur en aangrenzende gemeenten.

## Demografie
Onderstaande figuur toont het verloop van het inwonertal.